# Johann Friedrich Alexander von Zeppelin-Aschhausen
Johann Friedrich Alexander Fürchtegott, Graf von Zeppelin-Aschhausen (27 août 1861, Baden-Baden; 6 août 1915, Wurtzbourg), est un homme politique de l'Empire allemand. Haut fonctionnaire de l'État prussien, le comte Zeppelin-Aschhausen fut président du district de Lorraine de 1901 à 1912.

## Biographie

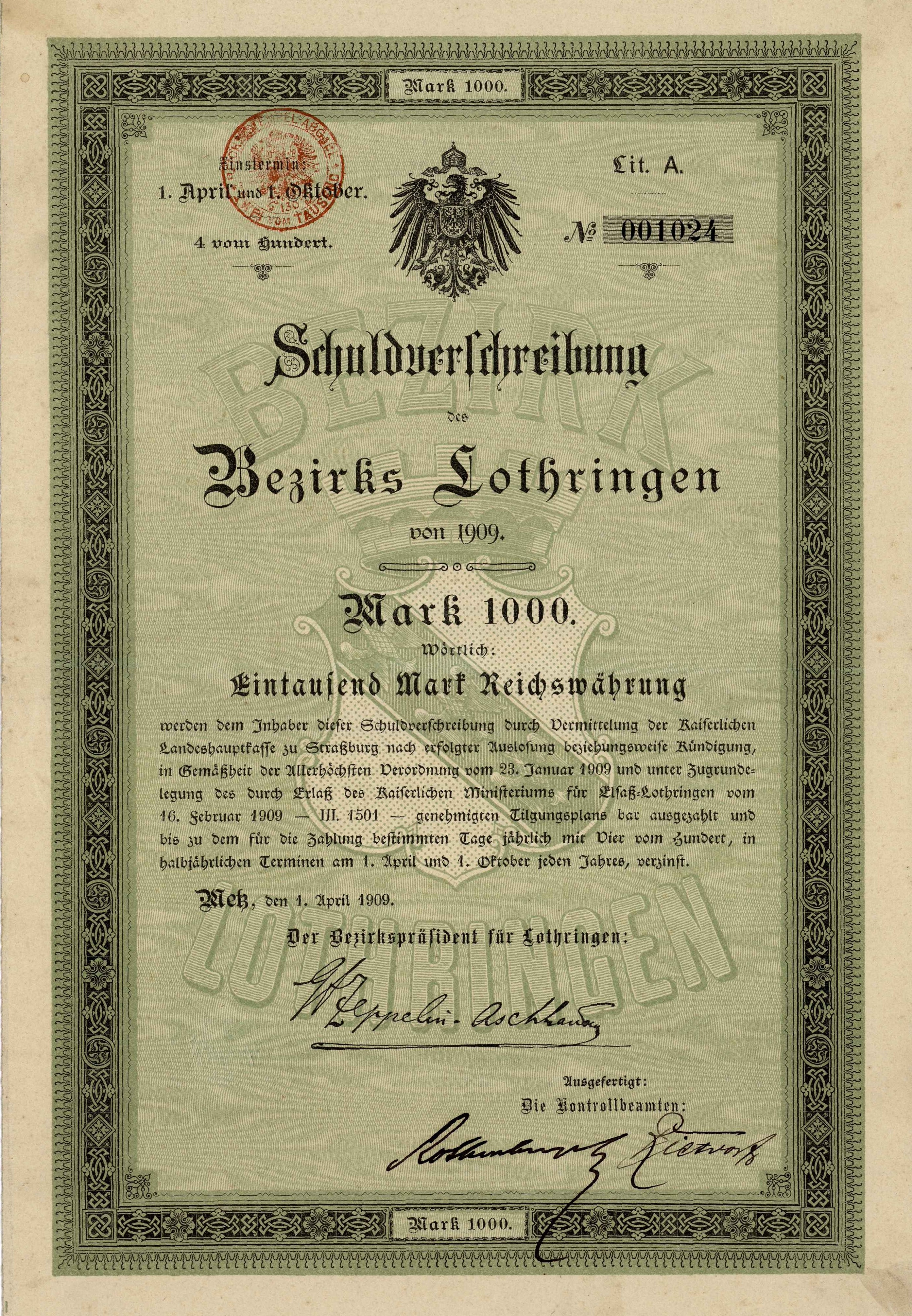
Obligation du district de Lorraine en date du 1er avril 1909 avec la signature de Friedrich von Zeppelin-Aschhausen en tant que président du district de Lorraine.

Le comte eppelin-Aschhausen suit des cours particuliers chez ses parents, avant d'être inscrit au lycée de Baden-Baden, où il est élève de 1875 à 1879. Après un séjour en Angleterre, il effectue son service militaire à Strasbourg. À partir de 1881, il étudie le droit dans cette ville, puis à l'Université de Fribourg, nouvellement créée. À partir de 1891, Zeppelin sert l'administration allemande dans différentes directions du Reichsland Alsace-Lorraine.
Haut fonctionnaire de l'État prussien, le comte Zeppelin-Aschhausen est nommé président du district de Lorraine en 1901. Apprécié des Messins pour sa courtoisie et sa culture, Johann Friedrich von Zeppelin-Aschhausen parle couramment français et s'adresse volontiers à ses administrés dans cette langue. Sa francophilie irrite d'ailleurs certains de ses compatriotes. Le comte Zeppelin-Aschhausen resta Bezirkpräsident à Metz jusqu'en 1912.

## Parenté
Le père de Johann Friedrich Alexander éatit le comte Johann Rudolf Fürchtegott von Zeppelin-Aschhausen. Sa mère était Mathilde Alice Blech. Il épousa Helene von Böcklinsau, avec qui il eut deux enfants, Johann Friedrich-Hermann (1900, Strasbourg ; 1973, Aschhausen) et Helene Alice Marie (1905, Metz; 1995, Laufen).